# Low (canção de Juicy J)
Low é uma canção do cantor americano Juicy J. Foi lançado em 07 de agosto de 2014, como o primeiro single de seu quarto álbum de estúdio Pure THC: The Hustle Continues. A canção conta com participações de rappers americanos Nicki Minaj, Lil Bibby e Young Thug. "Low" foi escrito por Juicy J, Nicki Minaj, Lil Bibby, Dr. Luke, Rock City, e Cirkut, e foi produzido por Dr. Luke e Cirkut. Um vídeo da música, dirigido por Benny Boom, foi criado para promover o único.

## Lançamento
Em 06 de agosto de 2014, Juicy J anunciou que o primeiro single de seu quarto álbum de estúdio seria lançado em 07 de agosto de 2014, e a canção é intitulada "Low", que conta com participações de Nicki Minaj, Lil Bibby e Young Thug. No mesmo anúncio, ele também mostrou a capa do single. Em 07 de agosto de 2014, a versão trecho de "Low" tornou-se on-line antes de horas mais tarde a música completa lançados para download digital.
Em 19 de agosto, em uma entrevista com Bullett Media, Juicy J fala sobre a colaboração com Minaj, Bibby e Thug: "Eu nunca disse a ninguém que eu tinha um registro com Bibby ou Young Thug ou Nicki Minaj No dia antes de eu cair, era como "Yo ! Adivinha o quê?" E muitos dos meus fãs no Twitter eram como "O quê?" Eu estava como "Eu estou largando um novo amanhã single com Lil Bibby, Jovem Thug, e Nicki Minaj" Eles não podiam acreditar isso. isso é o que eu estou fazendo. estou chocando as pessoas".

## Videoclipe
Dirigido por Benny Boom, o vídeo apresenta os rappers em um churrasco e um armazém vazio com veículos e alto-falantes com várias fumaças coloridas saindo deles. Young Thug não aparece no vídeo. O vídeo estreou on-line em 21 de agosto de 2014.

## Desempenho nas tabelas musicais

### Charts
| Tabela musical (2014)                              | Melhor posição |
| -------------------------------------------------- | -------------- |
| Estados Unidos - Hot R&B/Hip-Hop Songs (Billboard) | 46             |